# Pumpspeicherkraftwerk Bad Creek
Das Pumpspeicherkraftwerk Bad Creek (englisch Bad Creek Hydroelectric Station) befindet sich im Oconee County des US-amerikanischen Bundesstaats South Carolina und ist das leistungsstärkste Wasserkraftwerk von Duke Energy. Die vier Maschinensätze des 1991 in Betrieb genommenen Kraftwerks leisten zusammen 1065 Megawatt. Das Oberbecken ist das Bad Creek Reservoir, das die beiden Flüsse Bad Creek und West Bad Creek aufstaut. Als Unterbecken dient der Lake Jocassee.
2018 wurde die Bewilligung zur Leistungssteigerung der bereits seit 25 Jahren bestehenden Anlage erteilt. Von 2019 bis 2023 sollen für 200 Mio. US-Dollar alle vier Turbinen ersetzt werden, sodass die Leistung auf 1400 MW steigt.

Oberbecken (Bad Creek Reservoir) und Unterbecken (Lake Jocassee)